# Doença de notificação obrigatória
Uma doença de notificação obrigatória (português europeu) ou doença de notificação compulsória (português brasileiro) é qualquer doença que a lei exija que seja comunicada às autoridades de saúde pública. Os dados permitem às autoridades monitorizar a doença e permitem antever possíveis surtos. No caso de doenças entre o gado, a notificação obrigatória pode também ser acompanhada pela obrigação do abate dos animais infetados. A Organização Mundial de Saúde, através das International Health Regulations, exige que algumas doenças sejam comunicadas à organização de modo a poder cumprir o seu papel de vigilância e aconselhamento global.